# Electrocution
Electrocution – debiutancka płyta zespołu Das Moon wydana 23 maja 2011 roku nakładem Polskiego Radia. Album promowały utwory "Street", "I Like It" oraz przeróbka grupy Kraftwerk, "Das Modell", do których nakręcono teledyski.   

## Lista utworów
| Nr  | Tytuł utworu                                                                                        | Długość |
| --- | --------------------------------------------------------------------------------------------------- | ------- |
| 1.  | „Black Flag” (muz. K. Janiak, G. Szyma, M. Musiol, P. Gawlik / sł. K. Janiak)                       | 4:12    |
| 2.  | „A.C.A.B.” (muz. K. Janiak, G. Szyma, M. Musiol, P. Gawlik / sł. K. Janiak)                         | 3:10    |
| 3.  | „Street” (muz. K. Janiak, G. Szyma, M. Musiol, P. Gawlik, Ł. Ciepłowski / sł. K. Janiak)            | 4:03    |
| 4.  | „Dream Me” (muz. K. Janiak, G. Szyma, M. Musiol, P. Gawlik / sł. K. Janiak)                         | 3:12    |
| 5.  | „Smoke” (muz. K. Janiak, G. Szyma, M. Musiol, P. Gawlik / sł. K. Janiak)                            | 4:03    |
| 6.  | „I Like It” (muz. K. Janiak, G. Szyma, M. Musiol, P. Gawlik / sł. K. Janiak)                        | 3:42    |
| 7.  | „God, It's So Funny” (muz. K. Janiak, G. Szyma, M. Musiol, P. Gawlik / sł. K. Janiak)               | 3:43    |
| 8.  | „Electrocution” (muz. K. Janiak, G. Szyma, M. Musiol, P. Gawlik / sł. K. Janiak)                    | 4:01    |
| 9.  | „In Dependence” (muz. K. Janiak, G. Szyma, M. Musiol, P. Gawlik / sł. K. Janiak)                    | 4:26    |
| 10. | „Nowhere” (muz. K. Janiak, G. Szyma, M. Musiol, P. Gawlik / sł. K. Janiak)                          | 3:14    |
| 11. | „Warfare” (muz. K. Janiak, G. Szyma, M. Musiol, P. Gawlik / sł. K. Janiak)                          | 4:01    |
| 12. | „Less” (muz. K. Janiak, G. Szyma, M. Musiol, P. Gawlik / sł. K. Janiak)                             | 3:17    |
| 13. | „Das Modell (cover Kraftwerk, utwór bonusowy)” (muz. R. Hütter, K. Bartos / sł. R. Hütter)          | 3:40    |
| 14. | „Kłamię, Bo Chcę (utwór bonusowy)” (muz. K. Janiak, G. Szyma, M. Musiol, P. Gawlik / sł. K. Janiak) | 3:45    |
|     | | 52:29   |

## Twórcy
- Daisy K. - wokal prowadzący
- DJ Hiro Szyma – instr. klawiszowe, instr. perkusyjne, wokal
- Musiol - gitary, programowanie
- Paweł Gawlik - gitara basowa, programowanie
- Łukasz Ciepłowski - perkusja elektroniczna